# Tysk-österrikiska backhopparveckan 1991/1992
Tysk-österrikiska backhopparveckan 1991/1992 ingick i backhoppningsvärldscupen 1991/1992. 
Man hoppade i Oberstdorf den 29 december 1991, den 1 januari 1992 hoppade man i Garmisch-Partenkirchen och den 4 januari 1992 hoppade man i Innsbruck. Sista deltävlingen i Bischofshofen hoppades den 6 januari 1992.

## Oberstdorf
- Datum: 29 december 1991
- Land:  Tyskland
- Backe: Schattenbergschanze

| Placering | Hoppare           | Land            | Poäng |
| --------- | ----------------- | --------------- | ----- |
| 01        | Toni Nieminen     | Finland         | 229,9 |
| 02        | Werner Rathmayr   | Österrike       | 218,0 |
| 03        | Stephan Zünd      | Schweiz         | 209,6 |
| 04        | Martin Höllwarth  | Österrike       | 209,4 |
| 05        | František Jež     | Tjeckoslovakien | 205,6 |
| 06        | Jens Weissflog    | Tyskland        | 204,3 |
| 07        | Jaroslav Sakala   | Tjeckoslovakien | 199,1 |
| 08        | Risto Laakkonen   | Finland         | 197,8 |
| 09        | Ari-Pekka Nikkola | Finland         | 197,7 |
| 010       | Franci Petek      | Slovenien       | 196,9 |

## Garmisch-Partenkirchen
- Datum: 1 januari 1992
- Land:  Tyskland
- Backe: Große Olympiaschanze

| Placering | Hoppare           | Land            | Poäng |
| --------- | ----------------- | --------------- | ----- |
| 01        | Andreas Felder    | Österrike       | 218,5 |
| 02        | Toni Nieminen     | Finland         | 218,0 |
| 03        | Stephan Zünd      | Schweiz         | 210,2 |
| 04        | Franci Petek      | Slovenien       | 209,7 |
| 05        | Jim Holland       | USA             | 208,5 |
| 06        | Ari-Pekka Nikkola | Finland         | 208,3 |
| 07        | František Jež     | Tjeckoslovakien | 207,9 |
| 08        | Werner Haim       | Österrike       | 205,0 |
| 09        | Werner Rathmayr   | Österrike       | 204,0 |
| 010       | Jens Weissflog    | Tyskland        | 202,9 |

## Innsbruck
- Datum: 4 januari 1992
- Land:  Österrike
- Backe: Bergiselschanze

| Placering | Hoppare            | Land            | Poäng |
| --------- | ------------------ | --------------- | ----- |
| 01        | Toni Nieminen      | Finland         | 229,0 |
| 02        | Andreas Goldberger | Österrike       | 215,6 |
| 03        | Andreas Felder     | Österrike       | 213,9 |
| 04        | Werner Rathmayr    | Österrike       | 211,3 |
| 05        | Martin Höllwarth   | Österrike       | 211,1 |
| 06        | Ernst Vettori      | Österrike       | 201,2 |
| 07        | František Jež      | Tjeckoslovakien | 198,9 |
| 08        | Franci Petek       | Slovenien       | 197,5 |
| 09        | Alexander Pointner | Österrike       | 197,3 |
| 010       | Jaroslav Sakala    | Tjeckoslovakien | 195,8 |

## Bischofshofen
- Datum: 6 januari 1992
- Land:  Österrike
- Backe: Paul-Ausserleitner-Schanze

| Placering | Hoppare            | Land            | Poäng |
| --------- | ------------------ | --------------- | ----- |
| 01        | Toni Nieminen      | Finland         | 225,5 |
| 02        | Martin Höllwarth   | Österrike       | 221,9 |
| 03        | Franci Petek       | Slovenien       | 213,6 |
| 04        | Ari-Pekka Nikkola  | Finland         | 205,3 |
| 05        | František Jež      | Tjeckoslovakien | 205,2 |
| 06        | Andreas Goldberger | Österrike       | 201,4 |
| 07        | Christof Duffner   | Tyskland        | 201,3 |
| 08        | Mikael Martinsson  | Sverige         | 200,0 |
| 09        | Werner Rathmayr    | Österrike       | 199,6 |
| 010       | Stephan Zünd       | Schweiz         | 199,4 |

## Slutställning
| Placering | Hoppare           | Land            | Poäng |
| --------- | ----------------- | --------------- | ----- |
| 01        | Toni Nieminen     | Finland         | 902,4 |
| 02        | Martin Höllwarth  | Österrike       | 833,2 |
| 03        | Werner Rathmayr   | Österrike       | 832,9 |
| 04        | Franci Petek      | Slovenien       | 817,7 |
| 05        | František Jež     | Tjeckoslovakien | 817,1 |
| 06        | Andreas Felder    | Österrike       | 814,1 |
| 07        | Stephan Zünd      | Schweiz         | 806,9 |
| 08        | Ari-Pekka Nikkola | Finland         | 788,9 |
| 09        | Jaroslav Sakala   | Tjeckoslovakien | 787,9 |
| 010       | Jim Holland       | USA             | 780,5 |